# John J. Patterson
John J. Patterson (Juniata megye, 1830. augusztus 8. – Mifflintown, 1912. szeptember 28.) az Amerikai Egyesült Államok szenátora (Dél-Karolina, 1873–1879).